# Отдельная Запорожская дивизия Украинской державы
Отдельная Запорожская дивизия (О.З.д. У.д., укр. Окрема Запорізька дивізія) — воинское соединение армии Украинской державы во время Гражданской войны в России.

## Предыстория
1918 год
В марте имперские германские и имперские австро-венгерские войска (более 230 тысяч человек) имея в своих боевых порядках военные формирования Армии Украинской Народной Республики продвигались по Левобережной Украине вытесняя красные советские войска.
3 марта командиром 2-го Запорожского конного полка Запорожской дивизии армии УНР назначен П. Ф. Болбочан.
В источнике «Сайт Newzz.in.ua. Украинское новостное интернет-издание. Украинские воинские формирования» утверждается, что в начале марта после занятия г. Киева, после 2-3 марта, «Отдельный Запорожский отряд» У.Н.Р. переформирован в «Запорожскую дивизию» У.Н.Р. Командиром дивизии назначен К. Присовский.
8-16 марта «Отдельная Запорожская дивизия» вела бои с большевистскими войсками за ж.д. станции Яготин, Гребёнка, Лубны, но теперь уже без участия С. В. Петлюры и его гайдамаков.
12 марта полковник В. М. Сварика назначен инспектором артиллерии «О.З.д. У.д.».
В источнике «Сайт Newzz.in.ua. Украинское новостное интернет-издание. Украинские воинские формирования» утверждается, что в конце марта в г. Харькове «Запорожская дивизия» переформирована в «Запорожский корпус» У.Н.Р. Командиром корпуса назначен генерал Натиев.
В источнике «Сайт Надо знать» утверждается, что в марте в г. Харькове был сформирован «Отдельный Запорожский корпус», командиром корпуса назначен генерал Александр Натиив.
В источнике «Сайт Pandia.ru Энциклопедия знаний» утверждается, что в марте «Запорожский корпус» армии УНР свёрнут в Отдельную запорожскую дивизию.
7 апреля германские и украинские войска вошли в г. Харьков, разбив большевистскую 2-ю Особую армию, после чего германцы двинулись на восток на г.Купянск (уездный город Купянского уезда Харьковской губернии) и к границе УНР с Советской Россией на север к Белгородскому уезду Курской губернии (уездный город Белгород).

## История
После прихода к власти 29 апреля 1918 гетмана П. П. Скоропадского началось создание Украинского государства (укр. Україньскої держави) и его государственных структур, в числе которых была Армия и другие. Германо-австрийское командование взяло под свой контроль формирование украинских воинских частей, была расформирована прежняя Синежупанная дивизия, разоружён полк Сечевых Стрельцов. Но было принято решение оставить в составе армии Украинской державы восемь корпусов, Отдельную Запорожскую дивизию и другие соединения и части.
Состав дивизии:
- Управление дивизии

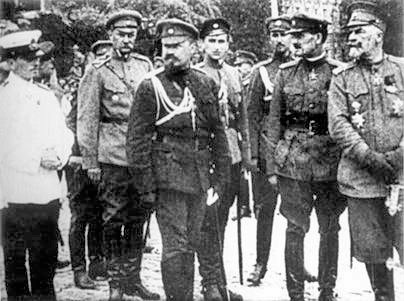
Служащие военного министерства Украинской Державы — полковник Николай Лаврентьевич Максимов (крайний слева, в белой форме) и военный министр генеральный бунчужный
Александр Францевич Рагоза (крайний справа).

- 1-й Запорожский им. гетмана П. Дорошенко пехотный полк.
- 2-й Запорожский пехотный полк. Командир полка полковник П. Ф. Болбочан.

- Командир 10-й сотни 3-го Сечевого куреня 2-го Запорожского полка полковник Рогульский И. В. (полк укомплектованн галичанами-сечевиками; существовал апрель-сентябрь 1918).

- 3-й Запорожский им. гетмана Б. Хмельницкого пехотный полк. Командир полка полковник А. Шаповал.
- 3-й Гайдамацкий пехотный полк. Командир полка Е. И. Волох в апреле — июле 1918.
- 1-й Запорожский им. кошевого К. Гордиенко полк конных гайдамаков. Командир полка полковник В. Н. Петров в апреле-июне 1918.
- Конно-гайдамацкий курень им. Кармалюка находился в г. Харькове. Одной из сотен командовал Н. Троцкий. После 29 апреля курень вошёл в состав «О.З.д. У.д.».
- И другие полки.

Полки дивизии комплектовались офицерами, ранее проходившими службу в Российской Императорской Армии и Революционной армии свободной России.
Начальником оперативного отдела штаба дивизии назначен (сотник в армии УНР) А. А. Шпилинский.

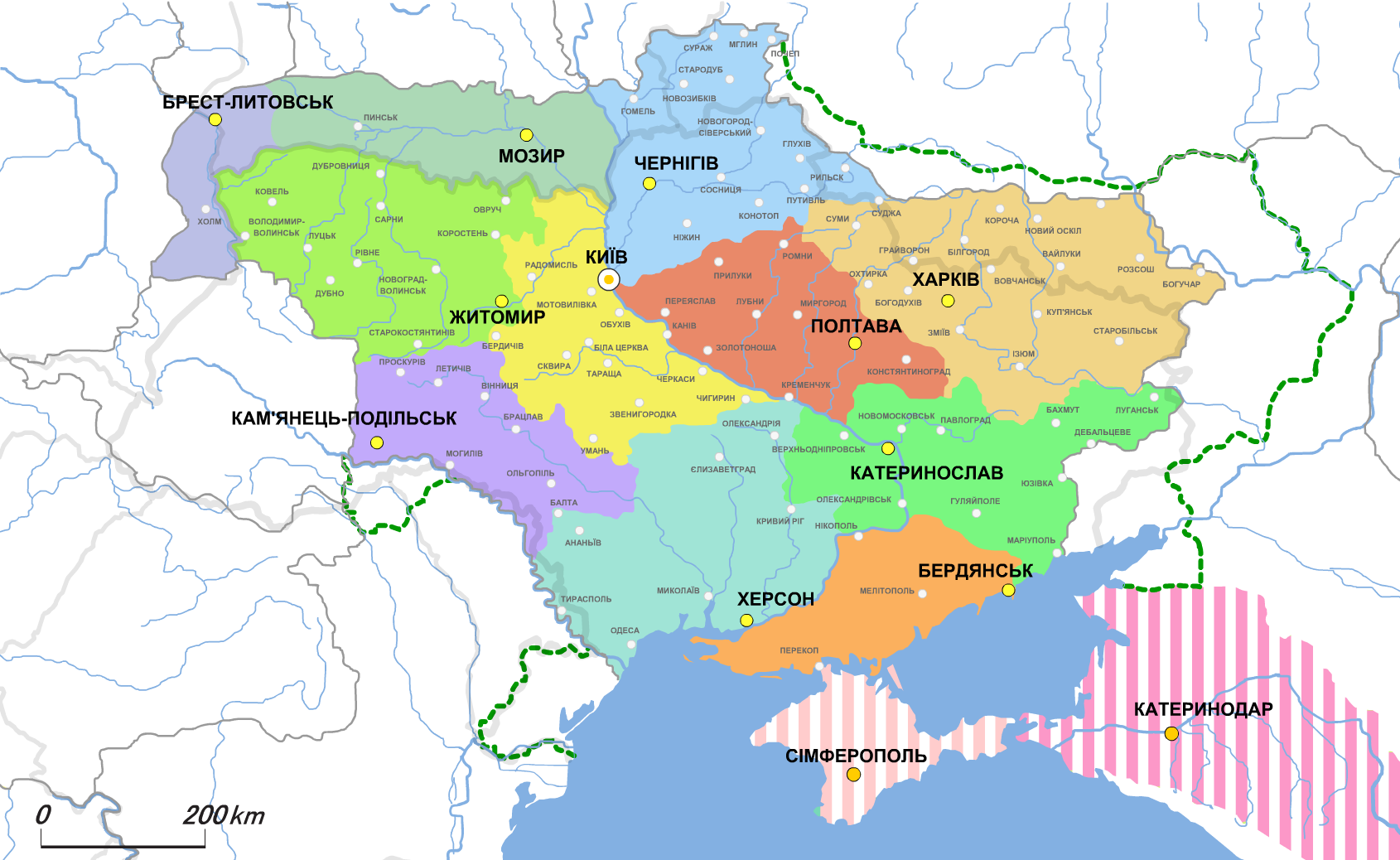
Административно-территориальное деление Украинской державы. Зелёная пунктирная линия — территориальные претензии в соответствии с преобладающим по численности украинским населением.

30 мая правительством издан Закон, которым была утверждена Присяга на верность Украинскому Государству, и Закон о военной подсудности. Военнослужащие начали принимать присягу, а нежелавшие служить в новой армии уходили
2 июня начальником «О.З.д. У.д.» назначен В.В Сикевич (являлся начальником дивизии 2.6-10.7.1918).
8 июня начальником штаба «О.З.д. У.д.» назначен полковник И. Ф. Церетели.
В июне-октябре «О.З.д. У.д.» находилась на западной государственной границе в Славяносербском уезде Екатеринославской губернии, уездный г.Луганск. Имеется захоронение воинов дивизии в селе Можняковка (село в 2014 году в Луганской области).
24 июля Совет министров (укр. Рада министров) Украинской державы принял Закон о всеобщей войсковой повинности и утвердил План организации армии, подготовленный Генеральным штабом, основой которой должны быть 8 корпусов-округов. Формировались они по территориальному принципу. В Харьковской губернии — 7-й Харьковский корпус. Управление корпуса являлось управлением военного округа и соответственно командир корпуса имел права командующего войсками военного округа.
1 августа утверждён Закон о политическо-правовом положении служащих Военного ведомства, который запрещал им быть в составе и брать участие в работе каких-либо кружков, товариществ, партий, союзоф, комитетов и иных организаций, имеющих политический характер.
21 октября командиру 1-го Запорожского им. гетмана П. Дорошенко полка штабс-капитану А. А. Загродскому присваивается воинское звание капитан с переименованием в воинские звание «сотник».
11 ноября завершилась Первая мировая война. Германская империя прекратила существование в результате Ноябрьской революции и должна была вывести свои войска из оккупированных территорий. Для правительства Украинской державы это событие предвещало ослабление власти.
Ослаблением германцев и соответственно Украинского государства воспользовались противники гетмана П. П. Скоропадского, создавшие в ночь с 13 на 14 ноября в г. Белая Церковь Директорию с целью свержения власти германского командования и власти правительства. Директория состояла из пяти членов, председателем избран в составе В. К. Винниченко.
14 ноября гетман П. П. Скоропадский объявил Акт федерации, которым он обязывался объединить Украину с будущим (небольшевистским) российским государством.
В ночь с 15 на 16 ноября этот 2-й Запорожский полк совершил в г. Харькове государственный переворот: губернский староста и командование 7-го Харьковского корпуса были отстранены от власти. Арест начальника корпуса генерала А. Лигнау и разоружения кадровых частей, находившихся в Харькове, провел командир конной сотни 2-го Запорожского полка сотник Петр Дяченко. Арест и разоружения состоялось без какого-либо сопротивления со стороны старшин.,
16 ноября началось восстание повстанческого движения и поддержанное восставшими войсками Украинской державы под командованием С. В. Петлюры против правительства Украинской державы возглавленное Директорией УНР. Гражданская война на Украине сметала ещё одну власть.
В армии произошёл раскол и началась «Украинская гражданская война 16 ноября — 14 декабря 1918». Раскол потряс и Военное министерство.
Командный состав и личный состав, забыв о всех Законах государства, кроме охраны западной государственной границы в Славяносербском уезде Екатеринославской губернии занялись ещё и политическими проблемами государства.
Командир 1-го Запорожского им. гетмана П. Дорошенко полка сотник А. А. Загродский активно поддержал восстание против правительства Украинской державы и переметнулся на сторону восставших. С 16 ноября 1918 он назначен командиром уже Запорожской дивизии войск Директории У.Н.Р., находившейся в Харьковской губернии. Личный состав «О.З.д. У.д.» встал перед выбором — на чьей стороне быть. Из той части личного состава, которая изменила и перешла под власть правительства — Директории У.Н.Р. сформирован «Запорожский корпус» У.Н.Р. См. также Запорожский корпус армии УНР

## Командование
- Начальники дивизии:

- В. В. Сикевич (2.6-10.7.1918).
- Сикевич В. В. С 01.04.1918 командир 3-го Гайдамацкого полка Отдельной Запорожской дивизии армии УНР. Со 2.04.1918 начальник Славянской группы Отдельной Запорожской дивизии, участвовавшей в боях с большевистским войсками в угольном Донецком бассейне на территории Харьковской и Екатеринославской губерний. Со 2.06.1918 начальник Отдельной Запорожской дивизии армии Украинской Державы. С 10.07.1918 командир 31-го пехотного Черкасского полка 11-й пешей дивизии 6-го Полтавского корпуса Украинской державы. В начале 1919 выехал в Австрию.
- Н. А. Бочковский, генеральный хорунжий (с 09.11.1918).
- А. А. Загродский, сотник (с 16.11.1918).

- Начальники штаба:

- И. Ф. Церетели, полковник (с 08.06 — на 21.11 —…— 1918).